# باول بروكس (منتج أفلام)
باول بروكس (بالإنجليزية: Paul Brooks)‏ هو منتج أفلام بريطاني، ولد في 1959 في لندن في المملكة المتحدة.

## وصلات خارجية
- بول بروكس على موقع IMDb (الإنجليزية)
- بول بروكس على موقع بوكس أوفيس موجو (الإنجليزية)
- بول بروكس على موقع قاعدة بيانات الفيلم (الإنجليزية)